# Перегонец, Александра Фёдоровна
Александра Фёдоровна Перего́нец (15 ноября 1895, Кузнецк-Сибирский, Томская губерния — 10 апреля 1944, Симферополь) — российская и советская актриса театра и кино, подпольщица, трагически погибшая в годы Великой Отечественной войны. Заслуженная артистка Крымской АССР.

## Биография
Родилась 15 ноября 1895 года в Кузнецке (ныне Новокузнецк). Пятая дочь исправника по горному делу Фёдора Егоровича и Марии Матвеевны Перегонец. По данным на 1858 год: казначей в Перемышле Перегонец Егор Игнатьевич, коллежский асессор с 1846 г. (имел знак отличия за 25 лет непорочной службы в 1851 г.) возможно дед. В 1897 году семья переехала в Калугу.
В 1914 году окончила Калужскую женскую гимназию (ныне школа № 5) со званием домашней учительницы. Выступала в самодеятельных спектаклях, занималась в театральной студии клуба офицеров.

### Творчество
Осенью 1914 года поступила в петербургскую «Школу сценического искусства», организованную в 1908 году Андреем Петровским. На театральной сцене с успехом исполняла роли Анны из «Вишнёвого сада», Норы в Кукольном доме и др.
С 1916 года работала в актёрском товариществе Петрозаводска, затем в Петроградском театре миниатюр в амплуа травести и инженю. Вышла замуж за артиста Ивана Вольского, с которым рассталась в 1928 году.
С 1917 года работает в театрах Новороссийска, Киева, Харькова, Екатеринодара, Ростова, Тифлиса; в то время актёров набирали, как правило, на один сезон. С 1922 года — в Московском театре «Летучая мышь»
В 1924 году по рекомендации драматурга Иосифа Прута снялась в фильме Якова Протазанова «Аэлита», где исполнила роль служанки Аэлиты Ихошки. Согласно сценарию, героиня Перегонец погибает от рук «марсианских фашистов»...
В 1920-е годы актриса работала в театрах Казани, Петрозаводска, Ленинграда (БДТ), Новосибирска, Иркутска.
С 1931 года и до конца дней — актриса Крымского русского театра им. М. Горького в Симферополе.
Создала запоминающиеся образы Норы («Нора»), Луизы («Коварство и любовь»), Дианы («Собака на сене»), Насти («На дне») и др.
Заслуженная артистка Крымской АССР, по другим данным — Заслуженная артистка РСФСР.

### Подпольная работа в годы Великой Отечественной войны
В 1941 году симферопольский театр не смог эвакуироваться — путь на Севастополь был отрезан. Труппа вернулась в Симферополь, который был оккупирован 1 ноября 1941 года.
Во время нацистской оккупации второй муж актрисы, заслуженный артист РСФСР Анатолий Иванович Добкевич отказался стать городским головой Симферополя и был казнён оккупантами.
В мае 1942 года театр возобновил работу под новым названием «Симферопольский русский театр драмы и комедии». Перегонец получила разрешение создать при театре молодёжную студию, куда привлекла около 50 человек, спасая их тем самым от угона в Германию.
В 1943—1944 годах Перегонец активно участвовала в подпольной деятельности разведывательно-диверсионной группы «Соколы» (по другим данным, «Сокол», по подпольному прозвищу руководителя группы, художника театра, Николая Андреевича Барышева). В подпольную группу входили около 60 человек, в том числе 10 сотрудников театра: актёры Зоя Павловна Яковлева и заслуженный артист РСФСР Дмитрий Константинович Добромыслов возглавлял группу, костюмеры Илья Николаевич Озеров и Елизавета Кучеренко, машинист сцены Павел Ипполитович Чечёткин, уборщица Прасковья Тарасовна Ефимова, ученик художника Олег Савватеев.
Организаторами группы были главный художник театра Николай Андреевич Барышев и актриса Александра Фёдоровна Перегонец.
Это был один из тех редких случаев, когда важные задания были поручены не профессиональным разведчикам, а актёрам. В частности, планировалось проведение террористической операции — покушение на Гитлера осенью 1943 года, прибывающего в Крым на открытие моста через Керченский пролив. Однако «крымский мост» был разрушен, Гитлер не приехал, операцию отменили.
Подпольщики переориентировались на разведывательную работу, готовились к диверсионным актам. В частности, они взорвали здание областного архива, откуда при отступлении не успели вывезти секретные документы. В целом группа «Соколы» организовала 45 крупных диверсий, передала сотни разведывательных донесений.
В конце 1943 года Н. А. Барышев составил план Симферополя и нанёс на него разведывательные данные о военных объектах противника. Карта была передана партизанам и использована при освобождении города 51-й армией в 1944 году.
Подпольщики поддерживали связь с крымскими партизанами, с подпольным обкомом. В театре был создан тайник, куда спрятали богатую коллекцию из 5000 театральных костюмов, которую немцы планировали вывезти. В марте 1944 года гестапо напало на след группы. 18 марта, сразу после спектакля, подпольщиков арестовали. Удалось спастись только Е. Я. Кучеренко, которая при отступлении немцев спасла здание театра от пожара.
Кто выдал подполье — до сих пор не вполне ясно. Предательница, работница театра Каблукова из фильма «Они были актёрами» — не более чем художественный вымысел. Автор книги «В крымском подполье», секретарь Крымского подпольного центра Иван Андреевич Козлов (1888—1957) подозревал в провале группы связную под псевдонимом «Лесная». На самом деле под этим псевдонимом скрывалась Скрипниченко Людмила Васильевна, офицер НКГБ. Её труп был обнаружен в Симферополе в марте 1944 года. По версии её дочери она была убита в гестапо 29 марта 1944 года. В апреле погиб и её муж, Александр Иванович Скрипниченко, также профессиональный разведчик.
По данным архивов КГБ, группа «Соколы» выдана агентом абвера М. Ящининым, работавшим на Симферопольской электростанции.
А. Ф. Перегонец вынесла страшные пытки, у неё были сожжены ноги. 10 апреля 1944 года, за три дня до освобождения Симферополя советскими войсками, подпольщики были расстреляны в урочище «Дубки», на территории совхоза «Красный».
Из воспоминаний очевидца: «На раскопках этой братской могилы присутствовали сотни людей. Раскапывали пленные немцы. Слой за слоем. Укладывали на поле. Кого опознавали — увозили хоронить. Опознали и всех работников театра. Добросмыслов был очень худой, изможденный, в нижней сорочке, Александра Федоровна — в желтой кофточке и коричневой юбке, обувь снята. Все были расстреляны в затылок, только одному Добросмыслову, который, видно, обернулся и крикнул что-то в лицо врагам, пуля вошла спереди и раздробила челюсть, а Барышев в последний момент смог выдернуть руки из проволоки и обнял Савватеева, так они вместе и лежали».
Похоронена первоначально с другими актёрами в 1944 году в сквере Победы, позднее все перезахоронены на Старорусском кладбище Симферополя. Братская могила членов подпольной группы «Сокол» ныне  Объект культурного наследия народов РФ регионального значения. Рег. № 911710884050005 (ЕГРОКН).

## Память

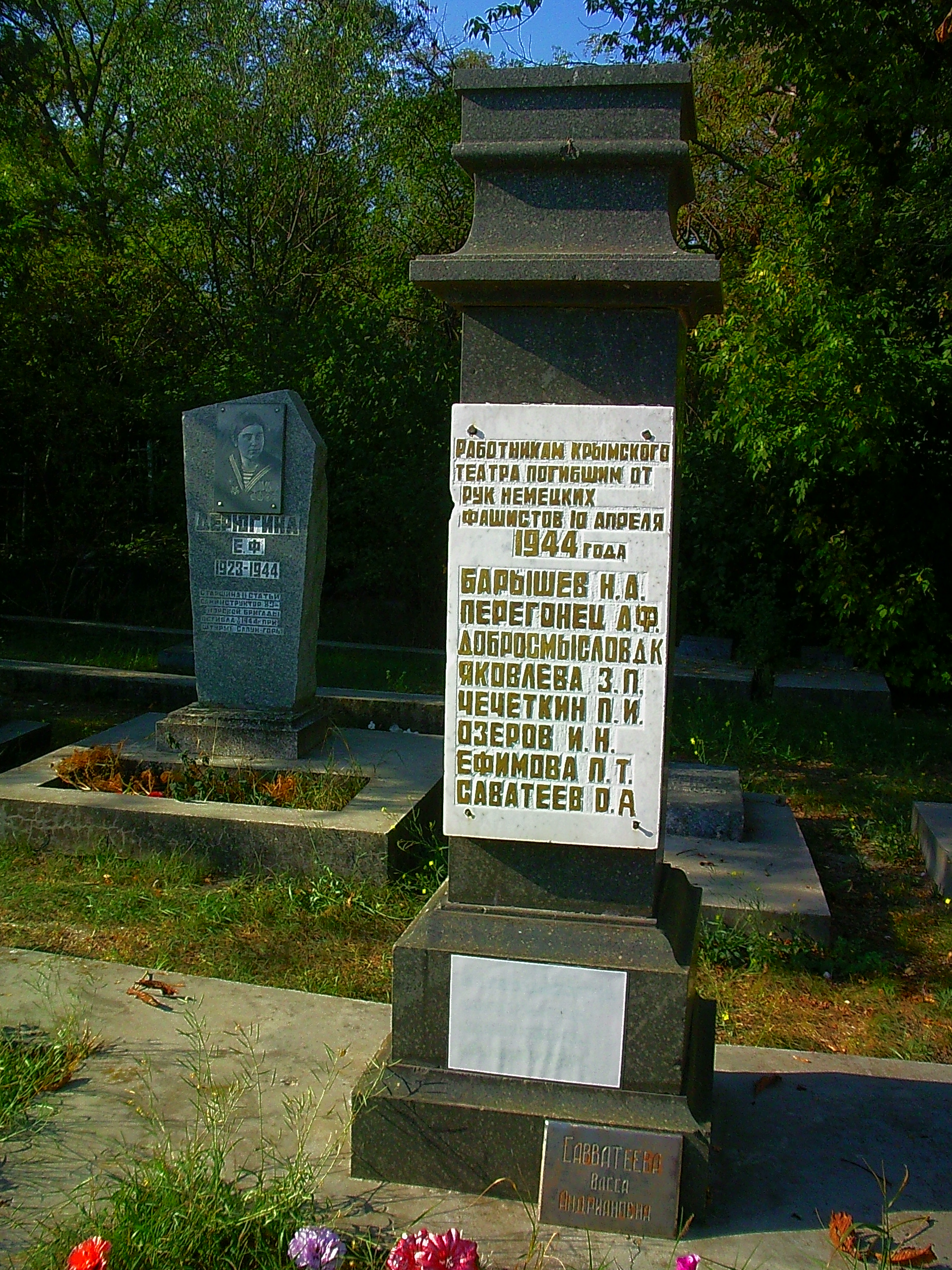
Братская могила симферопольских подпольщиков

- Именем А. Ф. Перегонец названа улица в Киевском районе Симферополя.
- На здании театра имени М. Горького, где работали и сражались участники группы, установлена мемориальная доска.
- В этом театре в 1973 году режиссёром А. Г. Новиковым был поставлен спектакль «Они были актёрами» по одноимённой пьесе В. В. Орлова и Г. Г. Натансона. За этот спектакль в 1977 году коллектив был удостоен  Государственной премии СССР, а в 2000 году — Почётной грамоты Верховной рады Крыма[13].
- В 1981 г. Георгием Натансоном был снят художественный фильм «Они были актёрами», в котором на основе фактического материала рассказывалась история подпольной группы «Сокол». Режиссёр работал над сценарием, пользуясь архивами КГБ и военной разведки[8]. Роль А. Ф. Перегонец исполнила народная артистка РСФСР Зинаида Кириенко.
- 12 мая 2010 года по телевизионному каналу «Россия 1» был показан документальный фильм режиссёра Александра Беланова «После премьеры — расстрел. История одного предательства». В фильме показано, что в разгроме группы активное участие приняли крымскотатарские коллаборационисты, возглавляемые Мустафой Кырымалом[8].

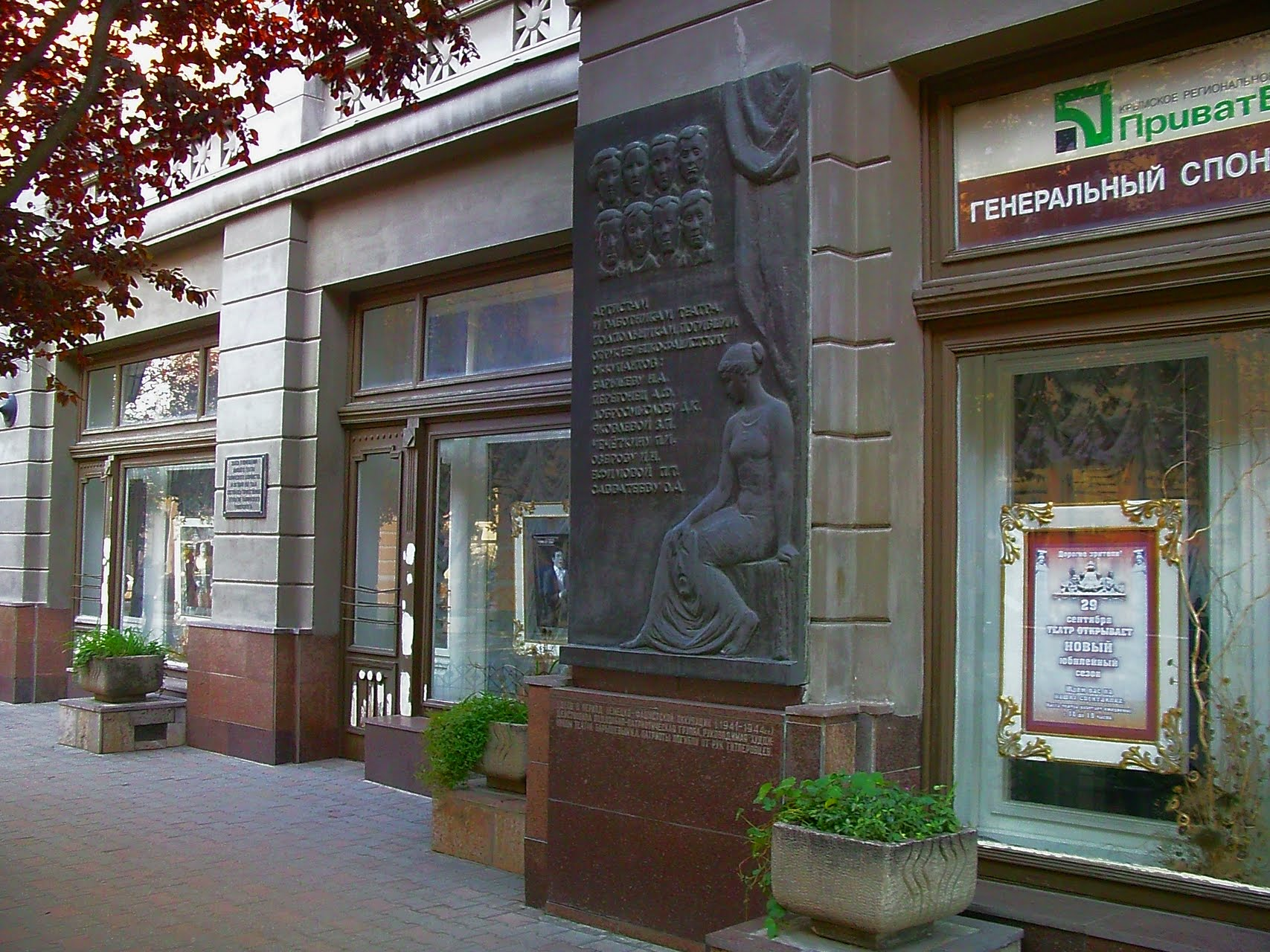
Мемориальная доска на здании театра